# Спілка письменників Молдови
Спілка письменників Молдови (рум. Uniunea Scriitorilor din Republica Moldova) — творча спілка, громадська організація, яка об'єднує літераторів Молдови. Штаб-квартира знаходиться в Кишиневі, вулиця 31 серпня 1989 року, № 98.
ГрнУ нинішньому вигляді функціонує з 1991 року. У 2007 році спілка налічувала близько 300 членів.
Очолює Спілку письменників голова академік Міхай Чімпой і його заступник поет Аркадіє Сучевяну. Міхай Чімпой очолює спілку понад 20 років.
Друкований орган Спілки письменників Молдови — газета «Література ши арту» («Література і мистецтво»), головний редактор Микола Дабіжа.

## Історія

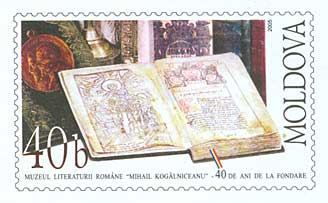
Поштова марка Молдови, присвячена музею румунської літератури ім. М. Когелнічану. 2005 р

У квітні 1927 року було організовано спілку молдавських радянських письменників «Ресерітул» (Схід). Наприкінці 1931 року при спілці молдавських письменників в Тирасполі створені секції «Тінерімя» (Молодь) і «Уларф» (Локаф).
У 1980-і роки група російськомовної творчої інтелігенції вийшла зі складу Спілки письменників Молдови, утворивши союз «Ністру», який до кінця 2000-х років перестав функціонувати. У 2008 році багато членів Спілки письменників «Ністру» створили Союз творчої інтелігенції. 2 листопада 2010 року було утворено Союз письменників Молдови ім. А. С. Пушкіна (голова Віктор Райлян), чинний одночасно зі Спілкою письменників Молдови (голова Міхай Чімпой).
В. о. Президента Молдови Міхай Гімпу в 2010 заявляв, що завдяки письменникам населення Молдови може говорити про національні цінності і своє європейське майбутнє: «Саме в будинку Спілки письменників підтримувалося полум'я, яке у відповідний для країни момент розгорілося і поширилося на всю територію держави».
Спілка письменників Молдови підтримує тісні зв'язки з письменниками Румунії. Члени Спілки письменників Молдови в більшості своїй числяться одночасно і членами Спілки письменників Румунії. Першою стала за об'єднання країни з Румунією. Саме члени спілки письменників очолили на початку 1990-х войовничий Народний фронт Молдови — Йон Хадирке, Леоніда Ларі, Григорій Вієру, Матковський, Чімпой, Нестасе, Йон Друце (почесний президент до 1998 р.). У їхньому середовищі народилися «Десять заповідей бессарабського румуна», одна з яких: «Не поспішай пов'язувати свою долю з людиною іншої національності. Схрещування покращує лише породу тварин, а людському роду завдає шкоди завдає…».
І в даний час в Спілці письменників республіки об'єднання з Румунією називають єдиним рішенням для виходу Молдови з нинішнього тяжкого становища. Літератори переконані, що тільки об'єднання допоможе уникнути економічного і соціального колапсу.
Першим кроком в цьому напрямку, на думку письменників, може стати відновлення Сфатул Церій. Ідея возз'єднання проглядається і в Декларації про незалежність Республіки Молдови, прийнятій 27 серпня 1991 року.
У ній звучить вимога денонсувати секретний протокол до пакту Ріббентропа-Молотова. Письменники закликають суспільство підтримати ідею об'єднання.